# Euclimacia morosa
Euclimacia morosa är en insektsart som först beskrevs av Gerstaecker 1894.  Euclimacia morosa ingår i släktet Euclimacia och familjen fångsländor. Inga underarter finns listade i Catalogue of Life.